# Kecamatan Lemahabang (distrikt i Indonesien, Kabupaten Karawang, lat -6,29, long 107,46)
Kecamatan Lemahabang är ett distrikt i Indonesien.   Det ligger i kabupatenet Kabupaten Karawang och provinsen Jawa Barat, i den västra delen av landet, 70 km öster om huvudstaden Jakarta.